# Calanda Broncos 2023
Questa voce raccoglie le informazioni riguardanti i Calanda Broncos nelle competizioni ufficiali della stagione 2023.

## Lega Nazionale A 2023

### Stagione regolare
| 18 marzo 2023 1ª giornata | Calanda Broncos | 27 – 13 | Geneva Seahawks |  |

| 25 marzo 2023 2ª giornata | Winterthur Warriors | 0 – 27 | Calanda Broncos |  |

| 1º aprile 2023 3ª giornata | Gladiators Beider Basel | 10 – 23 | Calanda Broncos |  |

| 10 aprile 2023 4ª giornata | Calanda Broncos | 38 – 35 (14-7 10-0 14-7 0-21) | Bern Grizzlies | (780 spett.) |

| 6 maggio 2023 8ª giornata | Calanda Broncos | 48 – 20 | Gladiators Beider Basel |  |

| 21 maggio 2023 9ª giornata | Calanda Broncos | 52 – 31 | Thun Tigers |  |

| 29 maggio 2023 10ª giornata | Bern Grizzlies | 13 – 42 (0-7 0-21 0-14 13-0) | Calanda Broncos |  |

| 4 giugno 2023 11ª giornata | Thun Tigers | 17 – 54 | Calanda Broncos |  |

| 11 giugno 2023 12ª giornata | Zürich Renegades | 16 – 27 | Calanda Broncos |  |

| 17 giugno 2023 13ª giornata | Calanda Broncos | 35 – 38 (7-7 7-13 7-15 143) | Winterthur Warriors |  |

### Playoff
| 8 luglio 2023 Semifinale | Calanda Broncos | 35 – 3 | Geneva Seahawks |  |

| 15 luglio 2023 Swiss Bowl | Calanda Broncos | 53 – 21 (13-0 26-0 7-7 7-14) | Thun Tigers | (1390 spett.) |

## Statistiche di squadra
| Competizione      | %Vittorie | In casa | In casa | In casa | In casa | In casa | In casa | In trasferta | In trasferta | In trasferta | In trasferta | In trasferta | In trasferta | Totale | Totale | Totale | Totale | Totale | Totale |
| Competizione      | %Vittorie | G       | V       | N       | P       | Pf      | Ps      | G            | V            | N            | P            | Pf           | Ps           | G      | V      | N      | P      | Pf     | Ps     |
| ----------------- | --------- | ------- | ------- | ------- | ------- | ------- | ------- | ------------ | ------------ | ------------ | ------------ | ------------ | ------------ | ------ | ------ | ------ | ------ | ------ | ------ |
| Stagione regolare | .900      | 5       | 4       | 0       | 1       | 200     | 137     | 5            | 5            | 0            | 0            | 173          | 56           | 10     | 9      | 0      | 1      | 373    | 193    |
| Playoff           | 1.000     | 2       | 2       | 0       | 0       | 88      | 24      | 0            | 0            | 0            | 0            | 0            | 0            | 2      | 2      | 0      | 0      | 88     | 24     |
| Totale            | .917      | 7       | 6       | 0       | 1       | 288     | 161     | 5            | 5            | 0            | 0            | 173          | 56           | 12     | 11     | 0      | 1      | 461    | 217    |